# Expédition 67 (ISS)
Insigne de la mission
Équipage de l'expédition 67
Chronologie
Expédition 66  Expédition 68 
L'expédition 67 est le 67e roulement de l'équipage de l'ISS. La mission débute le 30 mars 2022, avec le départ du Soyouz MS-19. Au début de la mission, l'équipage est composé de celui du SpaceX Crew-3 et de celui du Soyouz MS-21, avec l'astronaute de la NASA Thomas Marshburn prenant la relève en tant que commandant de l'ISS,. Initialement, l'expédition devait être composée de Marshburn et de ses trois coéquipiers de SpaceX Crew-3, Raja Chari, Kayla Barron et Matthias Maurer, ainsi que des cosmonautes de Roscosmos Oleg Artemiev, Denis Matveïev et Sergueï Korsakov, lancés à bord du Soyouz MS-21 le 18 mars 2022 et transférés de l'Expédition 66 avec les astronautes de Crew-3. Cependant, la poursuite de la collaboration internationale a été mise en doute par l'invasion de l'Ukraine par la Russie en 2022 et les sanctions contre la Russie.
SpaceX Crew-3 doit partir fin avril, et doit être remplacé par SpaceX Crew-4, qui devrait transporter les astronautes de la NASA Kjell N. Lindgren,  Robert Hines et Jessica Watkins, ainsi que l'astronaute de l'ESA Samantha Cristoforetti.

## Équipage

### Équipage de l'expédition
| Position                                 | Première partie (30 mars – 16 avril 2022)   | Seconde partie (16 – 21 avril 2022)         | Troisième partie (21 avril – 1er septembre 2022) | Quatrième partie (1 – 8 septembre 2022)     | Cinquième partie (8 – 21 septembre 2022)    | Sixième partie (21 – 29 septembre 2022)     |
| ---------------------------------------- | ------------------------------------------- | ------------------------------------------- | ------------------------------------------------ | ------------------------------------------- | ------------------------------------------- | ------------------------------------------- |
| Commandant                               | Thomas Marshburn, NASA 3e vol spatial       | Thomas Marshburn, NASA 3e vol spatial       | Oleg Artemiev, Roscosmos 3e vol spatial          | Oleg Artemiev, Roscosmos 3e vol spatial     | Oleg Artemiev, Roscosmos 3e vol spatial     | Oleg Artemiev, Roscosmos 3e vol spatial     |
| Ingénieur de vol 1                       | Denis Matveïev, Roscosmos 1er vol spatial   | Denis Matveïev, Roscosmos 1er vol spatial   | Denis Matveïev, Roscosmos 1er vol spatial        | Denis Matveïev, Roscosmos 1er vol spatial   | Denis Matveïev, Roscosmos 1er vol spatial   | Denis Matveïev, Roscosmos 1er vol spatial   |
| Ingénieur de vol 2                       | Sergueï Korsakov, Roscosmos 1er vol spatial | Sergueï Korsakov, Roscosmos 1er vol spatial | Sergueï Korsakov, Roscosmos 1er vol spatial      | Sergueï Korsakov, Roscosmos 1er vol spatial | Sergueï Korsakov, Roscosmos 1er vol spatial | Sergueï Korsakov, Roscosmos 1er vol spatial |
| Ingénieur de vol 3                       | Oleg Artemiev, Roscosmos 3e vol spatial     | Oleg Artemiev, Roscosmos 3e vol spatial     | Kjell N. Lindgren, NASA 2e vol spatial           | Kjell N. Lindgren, NASA 2e vol spatial      | Nicole Mann, NASA 1er vol spatial           | Nicole Mann, NASA 1er vol spatial           |
| Ingénieur de vol 4                       | Raja Chari, NASA 1er vol spatial            | Raja Chari, NASA 1er vol spatial            | Robert Hines, NASA 1er vol spatial               | Robert Hines, NASA 1er vol spatial          | Josh A. Cassada, NASA 1er vol spatial       | Josh A. Cassada, NASA 1er vol spatial       |
| Ingénieur de vol 5                       | Matthias Maurer, ESA 1er vol spatial        | Matthias Maurer, ESA 1er vol spatial        | Samantha Cristoforetti, ESA 2e vol spatial       | Samantha Cristoforetti, ESA 2e vol spatial  | Kōichi Wakata, JAXA 5e vol spatial          | Kōichi Wakata, JAXA 5e vol spatial          |
| Ingénieur de vol 6                       | Kayla Barron, NASA 1er vol spatial          | Kayla Barron, NASA 1er vol spatial          | Jessica Watkins, NASA 1er vol spatial            | Jessica Watkins, NASA 1er vol spatial       | / TBA, NASA/Roscosmos 1er vol spatial       | / TBA, NASA/Roscosmos 1er vol spatial       |
| Ingénieur de vol 7[citation nécessaire]  |                                             | Kjell N. Lindgren, NASA 2e vol spatial      |                                                  | Nicole Mann, NASA 1er vol spatial           |                                             | Sergueï Prokopiev, Roscosmos 2e vol spatial |
| Ingénieur de vol 8[citation nécessaire]  |                                             | Robert Hines, NASA 1er vol spatial          |                                                  | Josh A. Cassada, NASA 1er vol spatial       |                                             | Dimitri Peteline, Roscosmos 1er vol spatial |
| Ingénieur de vol 9[citation nécessaire]  |                                             | Samantha Cristoforetti, ESA 2e vol spatial  |                                                  | Kōichi Wakata, JAXA 5e vol spatial          |                                             | / TBA, NASA/Roscosmos 1er vol spatial       |
| Ingénieur de vol 10[citation nécessaire] |                                             | Jessica Watkins, NASA 1er vol spatial       |                                                  | / TBA, Roscosmos/NASA 1er vol spatial       |                                             |                                             |

### Équipage de visite hors expédition
| Mission              | Astronautes | Amarrage (UTC)       | Désamarrage (UTC)  | Durée           |
| -------------------- | --- | -------------------- | ------------------ | --------------- |
| SpaceX Axiom Space-1 | / Michael López-Alegría Larry Connor Mark Pathy Eytan Stibbe | 6 avril 2022 (prévu) | avril 2022 (prévu) | 8 jours (prévu) |
| SpaceX Axiom Space-1 | Il s'agit de la première mission privée du Crew Dragon vers l'ISS, opérée par SpaceX pour le compte d'Axiom Space. Le vol envoie quatre personnes à l'ISS pour un séjour de huit jours : Michael López-Alegría, un astronaute professionnel engagé par Axiom Space, l'israélien Eytan Stibbe, l'américain Larry Connor et le canadien Mark Pathy. Il n'y a pas de spécialistes de mission de réserve mais Peggy Whitson est le commandant suppléant de la mission et John Shoffner est le pilote suppléant. |                      |                    |                 |

## Déroulement
La mission commence le 30 mars 2022 avec le départ du Soyouz MS-19. Le commandement est exercé par Thomas Marshburn jusqu'au 4 mai, date à laquelle lui succède Oleg Artemiev.
Elle prend fin le 29 septembre suivant, avec le départ du Soyouz MS-21.